# Georg Schmidgall

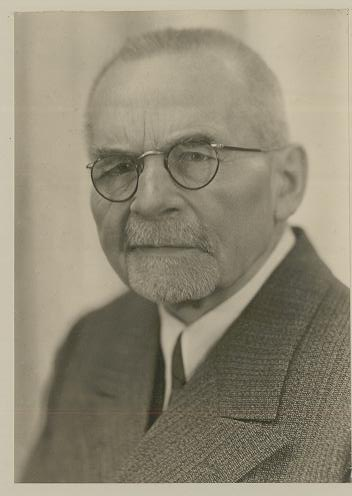
Georg Schmidgall

Georg Schmidgall (* 23. Februar 1867 in Rutesheim (Königreich Württemberg); † 17. Februar 1953 in Tübingen) war ein württembergischer Verwaltungsbeamter. Bekannt wurde er als Studentenhistoriker.

## Leben
Als Sohn eines schwäbischen Pfarrers besuchte Schmidgall das Realgymnasium in Stuttgart. Ab 1886 studierte er an der Eberhard Karls Universität Tübingen Kameralwissenschaft. Dort wurde er Mitglied der Verbindung Normannia Tübingen (1934–1935 Burschenschaft Normannia Tübingen in der DB). Nach den Abschlussprüfungen trat er in den Württembergischen Staatsdienst. Vom Dienst wenig begeistert, übernahm er 1906 die wirtschaftliche Leitung des Evangelischen Waisenhauses in Stuttgart. Dessen 200-jähriges Jubiläum weckte seine alte Neigung zur Geschichte.
Schmidgall beteiligte sich an der Gründung (1919) des württembergischen Landesverbands der rechtsliberalen Deutschen Volkspartei. Mit der Verlegung des Württembergischen Landeswaisenhauses zog er 1923 nach Ellwangen. Nach 25-jähriger Dienstzeit 1931 als Regierungsrat pensioniert, zog er wieder nach Tübingen.

## Studentengeschichte
Etwa seit 1905 veröffentlichte Schmidgall studentengeschichtliche Beiträge, 1911 im Schwäbischen Merkur. Er befasste sich mit dem Tübinger Senioren-Convent der erloschenen Corps Suevia I (1807), Obersuevia (1808) und Franconia (1808). Schmidgalls schon damals bedeutende Sammlung von Studentica wurde 1921 im Landesgewerbemuseum Stuttgart und in der Universitätsbibliothek Tübingen ausgestellt.
In seinem „zweiten Leben“ verschrieb er sich ganz der Studentengeschichte, wobei er der Studentengeschichte in Tübingen besondere Aufmerksamkeit widmete. Kaum nach Tübingen zurückgekehrt, veröffentlichte er 1932 anonym den „Spaziergang durch Tübingen“ mit 300 Anmerkungen. Er befasste sich mit Studentenorden und studentischem Brauchtum, Studentenliedern und Couleur. Wie kein anderer hat er die Geschichte der Tübinger Urburschenschaft und ihrer Entwicklung zu Burschenschaften aufgearbeitet. Er widmete sich außerdem der Geschichte von Korporationen in Altdorf, Bonn, Breslau, Dorpat, Erlangen, Freiburg, Gießen, Göttingen, Greifswald, Halle, Heidelberg, Hohenheim, Jena, Marburg, München und Stuttgart. Von ihm stammt u. a. der einzige Bericht über Transsylvania, das erloschene Corps der Siebenbürger Sachsen in Tübingen (1855–1857).
Als Erich Ludendorff sich gegen das „verfreimaurerte“ Brauchtum der Korporationen stellte, verteidigte Schmidgall den Landesvater (Studentenverbindung).
Schmidgall initiierte die ersten Studentenhistorikertagungen in Stuttgart (1924, 1925) und Tübingen (1926). Er berichtete über alle Tagungen des Arbeitskreises der Studentenhistoriker in der Zwischenkriegszeit und über das Verbindungswesen in der Zeit des Nationalsozialismus und der Nachkriegszeit. Seit 1927 war er Mitglied und seit 1933 Ausschussmitglied der Burschenschaftlichen Historischen Kommission (BHK), aus der die Gesellschaft für burschenschaftliche Geschichtsforschung (GfbG) hervorging. Schmidgall starb kurz vor seinem 86. Geburtstag.
Peter Goeßler schrieb 1947:

„Wenn die Studentengeschichte sich die geachtete Rolle und Wertung als Sonderabteilung der deutschen Kulturgeschichte erworben hat und wenn die Tübinger Studentengeschichte zu den geradezu für andere beispielhaft erforschten gehört, so gebühret daran Schmidgall das größte Verdienst.“

## Nachlass
Vieles aus Schmidgalls Sammlungen ging seit 1943 an das Universitätsarchiv Tübingen. Die Masse kam ins Institut für Hochschulkunde in Würzburg, Teile ins Archiv der Deutschen Burschenschaft. Schmidgalls Töchter überließen den restlichen Nachlass 1976 dem Universitätsarchiv Tübingen. Er umfasst u. a. 45 Nummern mit Druckschriften und Presseausschnitten (1817–1973) und 80 Nummern mit Bildern, Schattenrissen, Fotografien und Fotoplatten (1799–1983).

## Werke
- Älteres Verbindungsleben in Tübingen. Landau 1910.
- Was wollen die Studentenhistoriker? Tübingen 1934.
- mit Max Doblinger: Geschichte und Mitgliederverzeichnisse burschenschaftlicher Verbindungen in Alt-Österreich und Tübingen 1816 bis 1936. C. A. Starke, Limburg 1940 (Eintrag bei Google).
- Tübinger Konviktoren und das Verbindungswesen. Mit besonderer Berücksichtigung der „Elvacia“ und der von Ellwangen stammenden Theologen. Schwabenverlag, Ostfildern 1949 (Eintrag bei Google).

## Herausgeber
- Beiträge zur Tübinger Studentengeschichte (Dezember 1937 bis Sommer 1941) (DNB 010088172).
- Beiträge zur deutschen Studentengeschichte (DNB 010006915).